# Echmatocrinus brachiatus
L'ecmatocrino (Echmatocrinus brachiatus) è un enigmatico animale estinto, vissuto nel Cambriano medio (circa 505 milioni di anni fa), i cui resti sono stati ritrovati nel ben noto giacimento di Burgess Shales, in Canada.

## Descrizione
Questa creatura assomigliava vagamente a un cono rovesciato, con una corona di sette / nove tentacoli. Ogni tentacolo era coperto da piccole estensioni, mentre il cono stesso era ricoperto da placche mineralizzate disposte in maniera irregolare. La parte inferiore dell'animale era più sottile, e verosimilmente era ancorata al fondale marino. La parte superiore del corpo era più robusta, così come i tentacoli che erano relativamente corti e tozzi.

## Classificazione
Descritto per la prima volta nel 1973 da Sprinkle, questo organismo è stato in un primo tempo considerato un rappresentante primitivo del gruppo dei crinoidi, o gigli di mare, attualmente rappresentato da poche specie ma molto diffuso nel Paleozoico e nel Mesozoico. Echmatocrinus, in particolare, venne considerato la forma più antica. In seguito le caratteristiche di questo animale vennero riesaminate, e si pervenne alla conclusione che Echmatocrinus non apparteneva ai crinoidi. L'aspetto richiama quello degli ottocoralli, ma non è assolutamente certo che Echmatocrinus appartenesse a questo gruppo.

## Stile di vita
Questo organismo conduceva uno stile di vita solitario, anche se gli esemplari giovanili erano a volte attaccati agli adulti (o forse “germogliavano” da essi). In ogni caso, sembra che Echmatocrinus fosse un organismo sospensivoro, che si cibava di particelle disperse nell'acqua.